# Начни сначала (фильм, 2018)
«Начни сначала» («Second Act», «Второй акт») — американская мелодрама режиссёра Питера Сигала. В главной роли: Дженнифер Лопес. 

## Сюжет
40-летняя Майя Варгас (Дженнифер Лопес), многолетний помощник управляющего крупным универмагом, опытная и инициативная, но, увы, не имеющая даже законченного среднего образования, в день своего рождения не получила долгожданного повышения. Ей опять — в который уже раз! — предпочли бездарность с престижным дипломом. Майя в отчаянии. Ведь никто и никогда не проверяет, что человек действительно знает и умеет — важно просто иметь красивую бумажку…
Майя — жизнелюбивая и стойкая женщина. Она рано осталась совсем одна, работала на двух-трёх работах, теряла жильё, в 16 лет родила дочь, но вынуждена была отдать её на усыновление, поскольку девочку могли просто отобрать. Она способна справиться почти с любой жизненной и профессиональной проблемой, но кому это интересно?!
Видя её разочарование, крестник Майи, сын лучшей подруги (Леа Ремини), юный талантливый программист, пишет и тайком рассылает потенциальным работодателям вымышленное, почти издевательски идеальное резюме (престижная средняя школа, Гарвард, куча достижений на ниве спорта и благотворительности, даже свободное владение китайским языком). И потрясённая Майя неожиданно получает приглашение занять должность консультанта по потребительскому рынку в знаменитой косметической фирме «Франклин и Кларк», одном из крупнейших поставщиков её универмага. Уж о её-то продукции Майя знает всё!
Почти сразу глава «Франклин и Кларк» Андерсон Кларк (Трит Уильямс) втягивает возглавляемую Майей творческую группу в серьёзное профессиональное соревнование, результаты которого призваны определить производственную и сбытовую политику фирмы на несколько ближайших лет. Причём конкурирующую группу возглавляет Зои Кларк (Ванесса Энн Хадженс), «один из наших вице-президентов», очень юная и весьма самоуверенная, но талантливая и работоспособная девушка и к тому же дочь босса.
Майе предстоит попытаться доказать, что творческий потенциал, трудолюбие и готовность воспринимать новое куда важнее, чем кучка престижных бумажек. Что начать сначала можно в любой момент — даже когда тебе уже 40, личная жизнь разваливается и кажется, что всё уже «начинает заканчиваться»
А ещё ей предстоит понять, что горькая правда всё равно сильнее, чем красивая ложь. И в работе, и в жизни.

## В ролях
| Актёр               | Роль                                                             |
| ------------------- | ---------------------------------------------------------------- |
| Дженнифер Лопес     | Мария Майя Варгас                                                |
| Майло Вентимилья    | Трей                                                             |
| Ванесса Энн Хадженс | Зои Кларк, она же Сара Розалинда де Лас Санта Крус да Вия Варгас |
| Леа Ремини          | Джоан, коллега и лучшая подруга Майи                             |
| Шарлин И            | Ариана, помощница Майи                                           |
| Алан Айзенберг      | Чейз Горовиц, химик-технолог из команды Майи                     |
| Трит Уильямс        | Андерсон Кларк, глава «Франклин и Кларк», отец Зои               |
| Фредди Строма       | Рон Ибсен                                                        |
| Дэйв Фоли           | Феликс Рихтер                                                    |
| Ларри Миллер        | Вайскопф, предыдущий работодатель Майи                           |
| Аннали Эшфорд       | Хилди                                                            |

## Саундтрек
Выпущенный сингл «Limitless» американской певицей и актрисой Дженнифер Лопез стал саундтреком фильма.
| №  | Название    | Исполнитель(и)  | Длительность |
| -- | ----------- | --------------- | ------------ |
| 1. | «Limitless» | Дженнифер Лопез | 4:09         |

## Прокат
Выход в прокат в Австралии и Новой Зеландии состоялся 6 декабря 2019 года, в Венгрии, Израиле и Кувейте — 13 декабря 2019 года, в Канаде, Турции и Финляндии — 13 декабря 2019 года, в России — 10 января 2019 года, в Гонконге, Италии и Перу — 24 января 2019 года.